# Josef Spacil
Josef Spacil (Monaco di Baviera, 3 gennaio 1907 – Amburgo, 13 febbraio 1967) è stato un militare tedesco, SS-Standartenführer nazista, Befehlshaber der Sicherheitspolizei und des SD Niederlande (Comandante della polizia di sicurezza e del servizio di sicurezza dei Paesi Bassi), SS-Wirtschafter beim Höheren SS- und Polizeiführer Russland-Süd (economista delle SS presso l'ufficio superiore delle SS e capo della polizia per la Russia meridionale) e Chef der Amtsgruppe II (capo della sezione II) in RSHA. Nel 1945 fu coinvolto nello smaltimento dell'oro nazista nelle Alpi Bavaresi. Secondo gli autori americani Kenneth Alford e Theodore Savas, Josef Spacil fu promosso SS-Oberführer il 20 aprile 1945 ma non vi è alcuna conferma.

## Biografia
Josef Spacil nacque a Monaco di Baviera il 3 gennaio 1907 da una famiglia di origine ceca (Spáčil). Crebbe in Baviera con sua madre e con il patrigno soprannominato "Aue". Nella sua giovinezza, Spacil si formò come ragioniere contabile. Il 23 dicembre 1937 sposò Marianne Behrens, nata a Mannheim. Tra il 1943 e il 1945 si presume che abbia mantenuto un'amante di nome Gretl Biesecker.

### Carriera
Spacil si unì al Partito Nazista (NSDAP) prima del 1933, numero 1 200 941, si arruolò poi nelle SS il 10 aprile 1931 (numero 6 797) e il 1º ottobre 1932 gli fu conferito il grado SS-Untersturmführer. La promozione a SS-Obersturmführer avvenne il 23 agosto 1933, poi promosso a SS-Hauptsturmführer il 9 novembre 1933 e SS-Sturmbannführer il 9 novembre 1934.
Dal 1934 fu impiegato nel personale del Reichsführer-SS, l'anno successivo si trasferì all'Ufficio principale SS-Hauptamt. Nel 1938, ricoprì l'incarico di dirigente SS-Wirtschafts- und Verwaltungsführer nello staff dell'ufficio Oberabschnittes Donau. Tra il 12 dicembre 1939 e il 28 febbraio 1940 fu assegnato al 3º reggimento di cavalleria Totenkopf delle SS (1. SS-Totenkopf-Reiterstandarte).
Dal 31 marzo 1940 fu ufficiale di stato maggiore delle SS-Wirtschafts- und Verwaltungshauptamtes (WVHA) sotto il comando dell'SS- Obergruppenführer Oswald Pohl. È stato anche impiegato nella SS-Verwaltungsschule a Dachau dal 1 aprile al 21 giugno 1940. Dopo la campagna occidentale, Spacil prestò servizio per nove mesi tra il 22 giugno 1940 e il 12 marzo 1941 come comandante della polizia di sicurezza (Befehlshaber der Sicherheitspolizei und des SD) nei Paesi Bassi occupati. Il 1º maggio 1941 tornò al personale del Reichsführer-SS dove rimase fino al 1º agosto 1941.
Dopo l'inizio della guerra contro l'URSS, Spacil fu Höheren SS- und Polizeiführer nella zona occupata della Russia settentrionale a Riga, in Lettonia, fino al 15 ottobre 1941. Dal 1 marzo 1944, Spacil fu Chef die Amtsgruppe II des Reichssicherheitshauptamtes a capo della sezione II (organizzazione, amministrazione e diritto) dell'Ufficio della sicurezza del Reich (RSHA). Il 20 aprile 1944 fu promosso SS-Standartenführer e nel gennaio 1945 è stato insignito della Croce in argento dell'Ordine militare della Croce Tedesca (Deutsches Kreuz in Silber) per il servizio prestato allo Stato.
In quanto responsabile dei conti all'interno della RSHA, Spacil fu coinvolto, o comunque fu a conoscenza, dell'operazione Bernhard, anche se fino a che punto è ancora da chiarire. Dopo la guerra, l'SS-Gruppenführer Otto Ohlendorf (1907–1951, capo della divisione interna della SD) affermò che Spacil "[...] ha speso notevoli sforzi per mettere in circolazione delle banconote britanniche contraffatte per l'acquisto di articoli dal mercato nero nell'Europa meridionale".

## L'oro nazista
Sotto le istruzioni del suo alto ufficiale SS-Obergruppenführer Ernst Kaltenbrunner, Spacil entrò nella Reichsbank a Berlino il 22 aprile 1945 "rimuovendo a mano armata gioielli, titoli e le ultime attività in valuta estera rimaste nel caveau, per un valore complessivo di 23 milioni di marchi d'oro." La stima è stata successivamente valutata in circa 9 131 000 dollari statunitensi.
Spacil e un piccolo staff dell'RSHA si sono recati a Salisburgo in aereo mentre il bottino della Reichsbank venne trasportato a sud. Spacil si assicurò che sua moglie se ne andasse sana e salva da Berlino a Bad Ischl e che la sua segretaria personale (e amante) fuggisse a Monaco.
Il 4 maggio 1945 Spacil incontrò diversi importanti ufficiali delle SS, funzionari del partito nazista e Gustav Adolf Scheel, il Gauleiter di Salisburgo. Fu informato dell'occupazione di Vienna da parte dell'esercito sovietico e dell'avvicinamento dei soldati statunitensi nella vicina Berchtesgaden. Il giorno seguente Spacil si incontrò con l'SS-Hauptsturmführer Franz Konrad nel villaggio di Mittensill vicino a Taxenbach e gli diede una cospicua somma di valuta della Reichsbank. Si trattava principalmente di denaro della Reichsbank di Berlino destinato in parte all'uso dopo la guerra, ed in parte apparentemente distribuita agli ufficiali della Gestapo e delle SS nelle vicinanze per pagare il salario ai soldati tedeschi. In vista della rapida avanzata dei soldati statunitensi, Spacil fu obbligato a nascondere il bottino, assicurandosi della sepoltura di gran parte del tesoro lungo la strada tra Taxenbach e Rauris nelle Alpi Bavaresi. (Si disse che Konrad avesse fatto lo stesso con alcuni dei fondi ricevuti.) Il 7 maggio, Spacil incontrò il SS-Brigadeführer Erich Naumann, membro dell'SD ed ex comandante dell'Einsatzgruppe B, e insieme si recarono a Radstadt per incontrare SS-Obersturmbannführer Otto Skorzeny. Spacil fece in modo di consegnare della valuta e altri "beni liquidi" per aiutare Skorzeny a pagare i suoi uomini. L'8 maggio, Spacil si recò al castello di Fishhorn vicino a Zell am See e incontrò l'SS-Hauptsturmführer Franz Konrad per l'ultima volta, in questa occasione Spacil "affidò 500 000 Reichsmark, 2 500 dollari e 1 550 franchi svizzeri ad un certo Franz Conrad".
L'8 maggio 1945, Spacil si unì ad un gruppo di soldati della Wehrmacht della 352 Divisione Volksgrenadier che si arresero alle truppe statunitensi. Spacil comunicò il suo nome e il grado spacciandosi per il "Sergente Aue": la sua vera identità fu presto scoperta e dopo l'interrogatorio fu convinto a mostrare agli ufficiali del Counter Intelligence Corps (CIC) statunitense la posizione del tesoro sepolto. Dopo il loro interrogatorio, il CIC descrisse Spacil come "un nazista fanatico" e sospettò che l'ex ufficiale delle SS avesse nascosto parte del denaro in un'altra posizione, ma non fu in grado di provare nulla.

## Dopoguerra
Il 9 novembre 1945 Spacil testimoniò formalmente contro il suo ex comandante Ernst Kaltenbrunner, Obergruppenführer und General der Polizei und Waffen-SS (capo della polizia di sicurezza). Questa testimonianza fu in seguito utilizzata al processo di Norimberga. Dopo la guerra Spacil lavorò come impiegato a Monaco di Baviera. Dopo la sua morte, un'indagine contro di lui ad Amburgo l'8 giugno 1967 fu archiviata poiché tale indagine non rivelò motivi sufficienti per presentare formalmente un'accusa.
Secondo gli autori americani Kenneth Alford e Theodore Savas, Josef Spacil "ha creato una catena di supermercati", ma non ci sono conferme indipendenti.